# Izatha attactella
Izatha attactella là một loài bướm đêm thuộc họ Oecophoridae. Nó là loài đặc hữu của New Zealand, ở đó nó được tìm thấy ở both the North and South Island đến phía nam tận Canterbury.
The wingspan 24.5–38 mm đối với con đực và 22–36 mm đối với con cái. Con trưởng thành bay từ tháng 9 đến tháng 12.
Larvae have been reported feeding under the bark of dead Elaeocarpus dentatus, Aristotelia serrata, Nothofagus, Myoporum laetum and Rhopalostylis sapida, feeding on the soft inner surface of the bark. Nó cũng được tìm thấy ở dead wood của Castanea, Litsea calicaris, Olearia paniculata, Pinus patula, Pinus radiata and Sophora species. 